# فيليكووكتيابرسكيي (تفير)
فيليكووكتيابرسكيي (بالروسية: Великооктябрьский) هي مدينة في مقاطعة تفير أوبلاست في روسيا.
يبلغ عدد سكانها حوالي 2501 نسمة.